# Dona de Toloza
Dona de Toloza o Donna de Toloza (fl. XII secolo) è il nome di una probabile trobairitz occitana inclusa nel "repertorio delle attribuzioni discordanti nella lirica trobadorica", alla quale viene attribuita in un solo manoscritto (M 0345) la canso di Beatrice di Dia A chantar m'er de so qu'eu no volria.
Canso
A chantar m'er de so qu'eu no volria,

tant me rancur de lui cui sui amia;

car eu l'am mais que nuilla ren que sia.

Va lui no.m cal merces nio cortezia,

ni ma beltatz, ni mos pretz, ni mos sens;

c'atressi.m sui enganad'e trahia

com degr'esser, s'eu fos desavinens.

D'aisso.m conort car anc no fi faillensa,

amics, vas vos muilla captenenssa,

anz vos am mais non fetz Seguis Valenssa,

e platz mi mout quez eu d'amar vos venssa,

lo mieus amics, car etz lo plus valens;

mi faitz orguoill en digz et en parvenssa,

e si etz francs vas totas autras gens.

[...]

Mas aitan plus vuoill li digas, messatges,

qu'en trop d'orguoill ant grand dan maintas gens.
A cantar m'è di ciò ch'io non volria,

tanto rancor di lui ho cui sono amica;

ché l'amo più di ogni altro che sia.

Ver lui non mercè mi val né cortesia,

né mia beltà, senno o valor;

che son sì ingannata e tradita

come dev'esser se io non fossi avvenente.

Or mi consola, che anco non fallai

amico, ver voi di infedeltà niuna,

anzi v'amo più che Seguis amò Valenza,

e sì piacemi che io d'amar voi vinca,

caro amico, voi, il più valente,

e orgoglio mi fate in dire e in parvenza

e franco siete verso tutta l'altra gente.

[...]

Ma vo' che gli dica, mio messaggero,

che troppo orgoglio molto danno reca.